# Pedró de Sant Josep
El Pedró de Sant Josep és una obra de la Vall de Bianya (Garrotxa) inclosa a l'Inventari del Patrimoni Arquitectònic de Catalunya.

## Descripció
Ubicat damunt d'un sòcol de pedra, s'aixeca de planta rectangular, fet de carreus ben tallats; està coronat per una antiga roda d'escairar blat, actualment trencada, amb un element cònic. Una reixa de ferro forjat guarda l'interior on s'hi pot veure la representació de la fugida d'Egipte. Va ser feta de terra cuita per un autor desconegut, emprant els colors blancs i negres per la seva decoració; dos arbres fan de teló de fons i alhora emmarquen la figura de Sant Josep, abillat amb una casaca a mitja cama, sarró a l'esquena i barret de copa al cap; la verge, dalt de la mula, porta a la falda el seu nadó; un ondulat mantell cobreix el seu cap.

## Història
Aquest pedró està situat al costat de l'antiga via romana, camí que serà molt utilitzat durant l'edat mitjana. La fugida a Egipte de la Sagrada Família escenificada, en relleu, en el seu interior, és un patronatge adient si es considera que pel seu davant els viatges hi discorrien tot utilitzant els animals de bast.